# Pierre Illiet
Pierre Illiet, né le 1er février 1912 à Rouen et mort le 18 juin 2002 à Pau, est un footballeur français ayant joué au poste d'attaquant.

## Biographie
Pierre Illiet né en 1912 à Rouen en Seine-Maritime. Il arrive à l'Amiens Athlétic Club pour la saison 1930-1931 à l'âge de 18 ans. Il joue sa première saison en équipe réserve, puis apparaît régulièrement dans l’attaque amiénoise, comme ailier ou avant-centre, lors de la saison 1931-1932.
Illiet forme alors une paire d'attaquants redoutable avec Georges Taisne, marquant près de cent buts avec l'Amiens AC entre 1931 et 1936. Il participe notamment aux trois premières saisons du club en deuxième division. Ces statistiques prolifiques lui ouvrent les portes de l'équipe du Nord dès 1932, puis de l'équipe de France B en 1933, avant d'être appelé en équipe de France en 1936, mais uniquement en tant que remplaçant. Illiet est même capitaine de l'équipe de France B battue en 1937 par l'équipe du Maroc à Casablanca,.
Il s'engage ensuite pour la saison 1936-1937 avec l'Union sportive de Valenciennes-Anzin, puis pour le Racing Club d'Arras pour la saison 1938-1939. Après la Seconde Guerre mondiale, il retourne à l'Amiens AC pour y tenir pendant deux saisons un rôle d'entraineur-joueur.
Le journaliste Didier Braun lui comptabilise avec l'Amiens AC près de 100 buts marqués en au moins 169 matchs disputés.

## Statistiques
| Saison     | Club                  | Championnat | Championnat | Championnat | Coupe(s) nationale(s) | Coupe(s) nationale(s) | Total | Total |
| Saison     | Club                  | Division    | M.          | B.          | M.                    | B.                    | M.    | B.    |
| 1931-1932  | Amiens AC             | 1           |             |             |                       |                       | 0     | 0     |
| 1932-1933  | Amiens AC             | 1           |             |             |                       |                       | 0     | 0     |
| 1933-1934  | Amiens AC             | 2           | 23          | 19          | 5                     | 5                     | 28    | 24    |
| 1934-1935  | Amiens AC             | 2           | 27          | 18          | 3                     | 2                     | 30    | 20    |
| 1935-1936  | Amiens AC             | 2           | 32          | 22          | 4                     | 6                     | 36    | 28    |
| Sous-total | Sous-total            | Sous-total  |             |             |                       |                       | 0     | 0     |
| 1936-1937  | US Valenciennes-Anzin | 2           |             |             |                       |                       | 0     | 0     |
| 1937-1938  | US Valenciennes-Anzin | 2           |             |             |                       |                       | 0     | 0     |
| Sous-total | Sous-total            | Sous-total  |             |             |                       |                       | 0     | 0     |
| 1938-1939  | RC Arras              | 2           |             |             |                       |                       | 0     | 0     |
| Sous-total | Sous-total            | Sous-total  |             |             |                       |                       | 0     | 0     |
| 1945-1946  | Amiens AC             | 2           |             |             |                       |                       | 0     | 0     |
| 1946-1947  | Amiens AC             | 2           |             |             |                       |                       | 0     | 0     |
| Sous-total | Sous-total            | Sous-total  |             |             |                       |                       | 0     | 0     |